# پری‌شاهرخ فیلیپپین
پری‌شاهرخ فیلیپپین (نام علمی: Oriolus steerii) نام یک گونه از سرده پری‌شاهرخ است.